# 埃克塞特 (加利福尼亚州)
埃克塞特（英文：Exeter），是美国加利福尼亚州图莱里县下属的一座城市。建市于1911年3月2日，面积 大约为2.46平方英里 (6.4平方公里)。根据2010年美国人口普查，该市有人口10,334人。